# 梁俊軒
梁俊軒（原名：梁俊邦，Bonald Leung，1984年9月25日—），香港藝人，為前5人男子組合Sky成員之一。現作個人發展，亦曾於2007年至2008年以歌手身份加入亞洲電視；其後2009年開始轉投為無綫電視合約歌手。曾加入之公司有新藝寶、Boxing、演藝平台，曾為香港華視國影娛樂傳媒有限公司旗下藝人。
現為馬會會所精英健身教練團隊之一

## 簡介
2003年以梁俊邦的身份加入新藝寶唱片連同林卓健、潘卓楠、趙耀邦及嚴嘉駿組成組合Sky，曾演出音樂作品、電視、廣告、模特兒，而他曾發表個人的創作於Sky專輯中。大約2005年，Sky正式解散，各人各自發展。
2006年至2007年期間，他曾於各商場演唱。至2007年後期，加入演藝平台後，正式改名為梁俊軒。現為香港華視國影娛樂傳媒有限公司旗下藝人。

## 音樂作品

### 唱片
- 2003年：《sky x sky》（Sky時期）
- 2005年：《Higher Than Sky》（Sky時期）
- 2010年：《首張同名專輯》

### 歌曲
- 《守護天使》（第一首個人派台歌曲）（新視線集團劇集生命有明天粵語插曲）
- 《生命交響樂》（新視線集團劇集生命有明天粵語主題曲）（2008年）
- 《根據》（亞洲電視熱播歌曲）（2009年）
- 《愛怎麼秤》（轉投無綫電視後第一首個人派台歌曲）（2009年）

## 演出作品

### 主持
- 2008年：《街頭醫生》（亞洲電視）
- 2008年：《新春金鼠全攻略》（亞洲電視）
- 2008年：《群星情報站》（亞洲電視）

## 曾獲獎項
- 2004年度兒歌金曲頒獎典禮 ──十大兒歌金曲 《百獸戰隊》（Sky）

## 外部連結
- 梁俊軒個人網頁 （页面存档备份，存于）
- 梁俊軒 @Facebook 群組 （页面存档备份，存于）